# Carl Fredrik Toll
Carl Fredrik Toll, född 19 februari 1758 i Karlskrona, död 8 december 1798 på Sveaborg i Finland, var en svensk militär. Han deltog bland annat i Gustav III:s ryska krig.

## Biografi
Carl Fredrik Toll föddes 1758 som son till Carl Fredrik Toll och dennes hustru. Han blev volontär vid Nylands infanteriregemente 1767, furir vid Arméns flotta den 15 maj 1770 och sergeant samma år den 10 oktober. Han fick sin officersfullmakt som fänrik den 7 november 1774 och befordrades till löjtnant den 19 februari 1777.
Toll gick i fransk tjänst 1778 och utnämndes till Enseigne de vaisseau den 11 juni 1778 samt befordrades där till löjtnant den 9 maj 1781 samt till kapten i fransk tjänst den 4 juni 1783. Under sin franska tjänstgöring deltog han i det Nordamerikanska frihetskriget och blev för detta utnämnd till riddare av Svärdsorden den 19 december 1781; han  tilldelades även den franska Militärförtjänstorden den 30 november 1782.
Hemkommen från Frankrike deltog han i Gustav III:s ryska krig 1788–1790 och förde vid slaget vid Svensksund befälet över den 7:e divisionen i den andra eskadern. Efter slaget befordrades han till major. Han dog på Sveaborg den 8 december 1798.

### Familj
Carl Fredrik Toll gifte sig den 4 mars 1792 på Villnäs med friherrinnan Anna Charlotta Fleming af Liebelitz och fick med henne tre barn.

## Utmärkelser
- Riddare av Svärdsorden - 19 december 1781
- Riddare av franska Militärförtjänstorden - 30 november 1782